# Bitwa o Knipawę
Bitwa o Knipawę (niem. Belagerung des Kneiphofs) – całość zmagań o kontrolę nad portową dzielnicą Królewca (Königsberg) Knipawą (Kneiphof), trwających od 13 kwietnia do 14 lipca 1455 r. podczas wojny trzynastoletniej w latach 1454–1466, zakończonych decydującym zwycięstwem zakonu krzyżackiego.
Królewiec wziął w lutym 1454 r. aktywny udział w antykrzyżackim powstaniu kierowanym przez Związek Pruski, zdobywając krzyżacki zamek, i był jednym z czterech miast, w których związkowcy złożyli hołd Kazimierzowi IV Jagiellończykowi, dobrowolnie przyłączając się do Królestwa Polskiego. Przedłużająca się wojna trzynastoletnia i wzrost związanych z nią podatków skutkował zmianą orientacji politycznej pospólstwa i prokrzyżackim powstaniem 24 marca 1455 r. W jego następstwie dzielnice Stare Miasto i Lipnik powróciły pod władzę zakonu krzyżackiego, a wierna Kazimierzowi IV pozostała jedynie portowa dzielnica Knipawa. Wielki mistrz Zakonu Ludwig von Erlichshausen skierował przeciwko niej siły dowodzone przez wielkiego szpitalnika Heinricha Reuss von Plauena, które niedostatecznie silne aby przeprowadzić szturm, 13 kwietnia 1455 r. rozpoczęły oblężenie ufortyfikowanej i położonej na rzecznej wyspie dzielnicy.
Przez 14 tygodni dowodzona przez burmistrza Jürgena (Jerzego) Langerbeina załoga Knipawy broniła oblężonej dzielnicy. Wobec otrzymania niewystarczającej pomocy ze strony kierowanego przez Johannesa von Baysen Związku Pruskiego i rozbicia przez Krzyżaków odsieczy oraz wzmocnienia oblegających przez posiłki z Inflant i księstwa żagańskiego, zmuszona została po szturmie z dnia 7 lipca 1455 r. do kapitulacji na honorowych warunkach 14 lipca 1455 r.
Wobec strategicznego położenia Königberga nad ujściem Pregoły do Zalewu Wiślanego odzyskanie przez zakon krzyżacki kontroli nad miastem skutkowało ponownym przejściem pod władzę wielkiego mistrza Sambii, Prus Dolnych i Mazur oraz większości ośrodków miejskich na Warmii i w Prusach Górnych. Na skutek wygranej bitwy Zakon odzyskał także dostęp do Bałtyku, możliwość kontaktów z Europą Zachodnią i punkt oparcia dla dalszych działań wojennych.

## Geneza bitwy

### Sytuacja Dolnych Prus w trakcie wojny trzynastoletniej

#### Antykrzyżackie powstanie w Dolnych Prusach w 1454 r.
Sukces kierowanego przez Związek Pruski antykrzyżackiego powstania w ziemi chełmińskiej w lutym 1454 r. wywołał atmosferę zdecydowanego buntu przeciwko władzy wielkiego mistrza Ludwiga von Erlichshausena w całym państwie zakonu krzyżackiego. W ślad za miastami Pomezanii i Pomorza posłuszeństwo wielkiemu mistrzowi wypowiedziała większość miast Dolnych Prus, a powstańcy rozpoczęli zdobywanie krzyżackich zamków. Krzyżacka załoga twierdzy w Królewcu odparła kilka szturmów, jednak po zniszczeniu czterech baszt i znacznego odcinka murów poddała zamek powstańcom, którym przewodził burmistrz Starego Miasta (Altstadt) Królewca Andreas Brunau.
Upadek Królewca przesądził o spontanicznym przejściu Dolnych Prus i Sambii na stronę Związku Pruskiego: wobec rozmiarów buntu i bezradności oblężonego w Malborku wielkiego mistrza dolnopruscy rycerze krzyżaccy, nie podejmując prób obrony, uciekli do Malborka albo do Niemiec.
Po wystawieniu przez Związek Pruski aktu poddania się Koronie Królestwa Polskiego Królewiec złożył 19 czerwca 1454 r. hołd królowi Kazimierzowi IV Jagiellończykowi na ręce kanclerza Jana z Koniecpola.

#### Prusy Dolne na uboczu głównych działań wojny trzynastoletniej

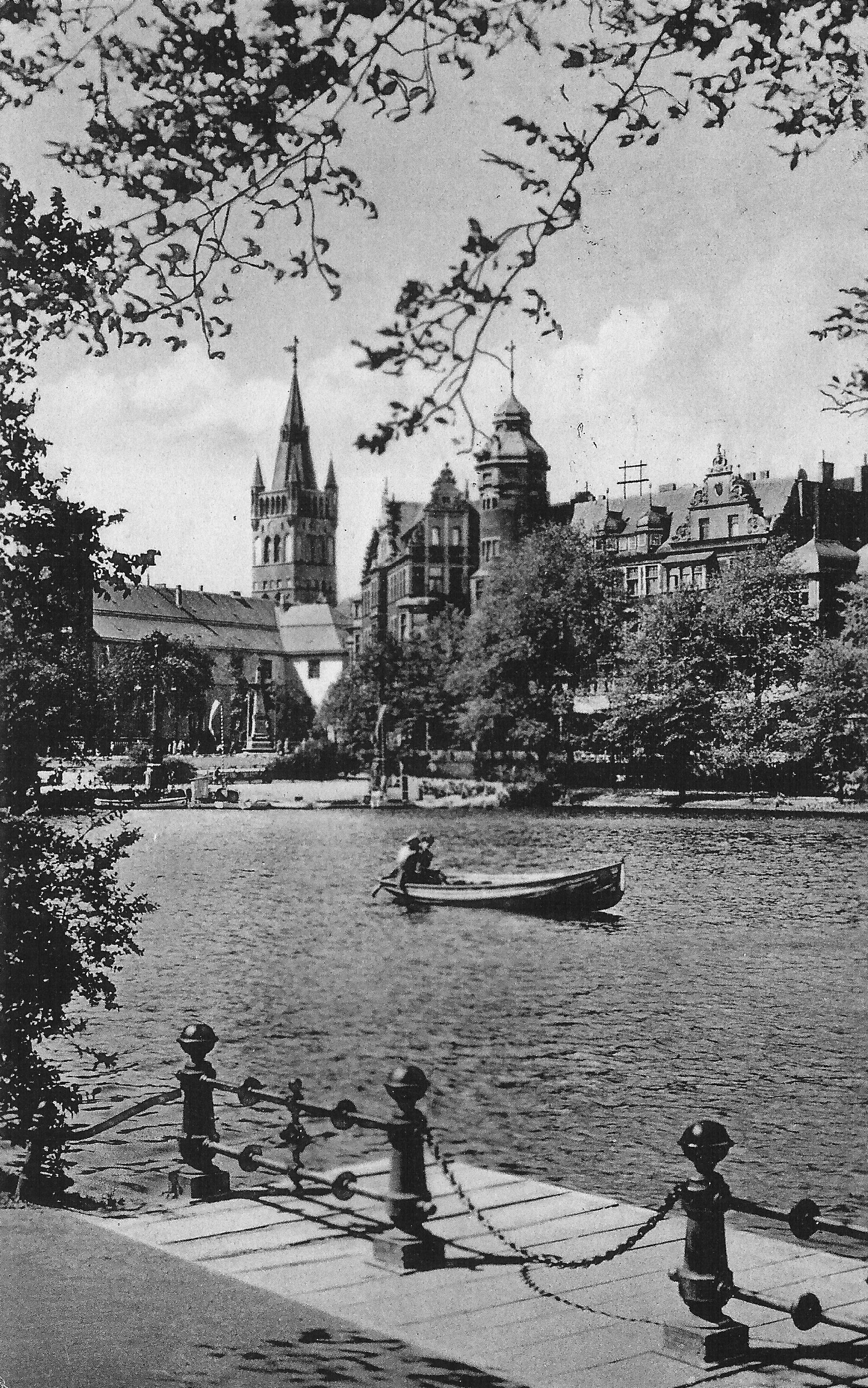
Zamek krzyżacki na prawym brzegu odnogi Pregoły. Twierdza została zdobyta i częściowo zburzona w pierwszych tygodniach antykrzyżackiego powstania w 1454 r., a Królewiec był jednym z czterech miast, w których związkowcy złożyli hołd lenny Kazimierzowi IV Jagiellończykowi.

Sytuację Krzyżaków odmieniła klęska króla Polski Kazimierza IV w bitwie pod Chojnicami 18 września 1454 r. Na skutek bitwy zmierzająca z zachodu z odsieczą dla Malborka, złożona z najemników, krzyżacka armia uzyskała otwarty dostęp do państwa pruskiego, a oblężenie Malborka zostało zniesione. Jednocześnie prestiżowa klęska Kazimierza IV była wstrząsem dla znacznej części miasteczek i rycerstwa Prus i Pomorza, nieprzekonanych co do nowej władzy. Na postawę mieszkańców Prus wpłynęło też podważenie aktu inkorporacji wśród państw Europy w wyniku zwycięstwa Zakonu pod Chojnicami. Ich chwiejność wykorzystali Krzyżacy, odbijając w 1454 r. kluczowe pozycje na szlaku wodnym biegnącym wzdłuż Wisły – Sztum, Gniew oraz Tczew, co zagroziło blokadą pruskiego handlu i odcięciem Gdańska od polskiego zaplecza, chociaż sam Gdańsk zdołał odeprzeć krzyżacki atak na miasto.
W październiku 1454 r. wielki mistrz v. Erlichshausen zawarł z najemnikami porozumienie co do odroczenia zapłaty żołdu, umożliwiające Zakonowi dalsze prowadzenie działań wojennych. Odzyskanie kontroli nad północną częścią ziemi chełmińskiej, Pomezanią i częścią Prus Górnych i obsadzenie tamtejszych twierdz skutkowało stworzeniem przez Krzyżaków bariery zabezpieczającej Malbork i Żuławy Wiślane od południa. W oparciu o nią Zakon odparł w styczniu 1455 r. ofensywę polską na Malbork, podjętą siłami małopolskiego pospolitego ruszenia.
Odwrót wojsk polskich umożliwił wielkiemu mistrzowi ponowne podjęcie szeregu działań zaczepnych: w lutym 1455 r. Krzyżacy zajęli Działdowo, odcinając Prusy od Mazowsza oraz przeprowadzili rajd w ziemi chełmińskiej. Kolejne miasta i twierdze w obawie o krzyżackie represje za uprzedni antykrzyżacki bunt, albo ze względu na wzrost prokrzyżackich sympatii mieszkańców, przechodziły ponownie na stronę Zakonu, a wierność królowi i Związkowi Pruskiemu utrzymały jedynie te twierdze na Pomorzu, które otrzymały wystarczająco szybko wsparcie militarne. W celu jego udzielenia pozostających na służbie króla najemników podzielono na małe oddziały i skierowano do poszczególnych twierdz.
W efekcie tych działań krzyżackie próby odbicia Torunia i Chełmna zakończyły się niepowodzeniem, ale odparcie wyprawy wielkiego mistrza i stłumienie prokrzyżackich spisków wymagało użycia całości dostępnych polskich sił, których zabrakło w innych regionach. Wobec wzrostu krzyżackiego zagrożenia coraz trudniejsze stawało się także utrzymanie kontaktu Torunia i Polski z Gdańskiem i Dolnymi Prusami, gdyż krzyżaccy najemnicy z Gdańska i Tczewa rozpoczęli w lutym 1455 r. atakowanie związkowej żeglugi na Wiśle i budowę fortyfikacji mających zablokować szlak wodny. W konsekwencji kontynuacja energicznych działań obronnych strony polskiej w celu utrzymania stanu posiadania i odblokowania szlaku wodnego wzdłuż Wisły wymagała pozyskania nowych środków finansowych.

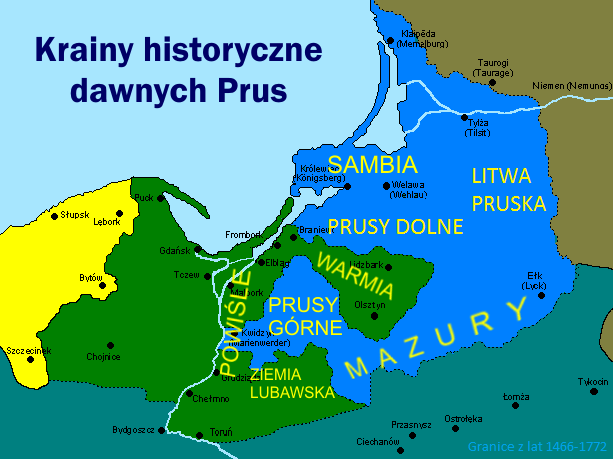
Krainy historyczne dawnych Prus. Słabość Związku Pruskiego we wschodniej części państwa pruskiego uniemożliwiła przeciwdziałanie powrotowi Prus Dolnych i Górnych oraz Sambii i Mazur pod władzę Zakonu po upadku Knipawy.

#### Bunt antyzwiązkowy w Królewcu w 1455 r.
Wobec skutecznych ataków załóg krzyżackich z twierdz w Gniewie i Tczewie na nieuzbrojone statki handlowe płynące Wisłą do Gdańska na początku 1455 r. Związek Pruski zdecydował się na organizację systemu konwojowego na najbardziej zagrożonym odcinku Grudziądz-Gdańsk i wynajęcie zbrojnych eskort celem utrzymania handlu na wiślanym szlaku wodnym. Decyzja ta uzyskała poparcie kupców będących jej bezpośrednimi beneficjentami, ale rzemieślnicy miast pomorskich i dolnopruskich opowiadali się przeciwko konieczności ponoszenia nowych kosztów.
Nałożenie nowych podatków nastąpiło na zjeździe stanów w Elblągu w lutym 1455 r. Sprzeciw pospólstwa przeciwko postanowieniom wywołał 24 marca 1455 r. otwarty bunt w dwóch z trzech dzielnic Królewca: pospólstwo obaliło radę dzielnicy Stare Miasto i opanowało arsenał oraz bramy miejskie. Po uzyskaniu poparcia małej dzielnicy Lipnik (Löbenicht) zerwano mosty łączące obie dzielnice z portową kupiecką Knipawą, a pomiędzy stronnictwami doszło do zbrojnych starć. Burmistrz Brunau uciekł do Elbląga.
Nowe władze Starego Miasta i Lipnika zgłosiły wielkiemu mistrzowi von Erlichshausenowi gotowość podjęcia rozmów na temat powrotu pod władzę Zakonu. Jednocześnie knipawianie, którym przewodził burmistrz dzielnicy Jürgen (Jerzy) Langerbein, wezwali gubernatora Prus Jana Bażyńskiego (Johannesa von Baysen) do udzielenia pomocy dolnopruskim miastom wciąż wiernym Związkowi Pruskiemu i ostrzegli przed możliwością krzyżackiego ataku na prowincję.

### Hołd Starego Miasta i Lipnika

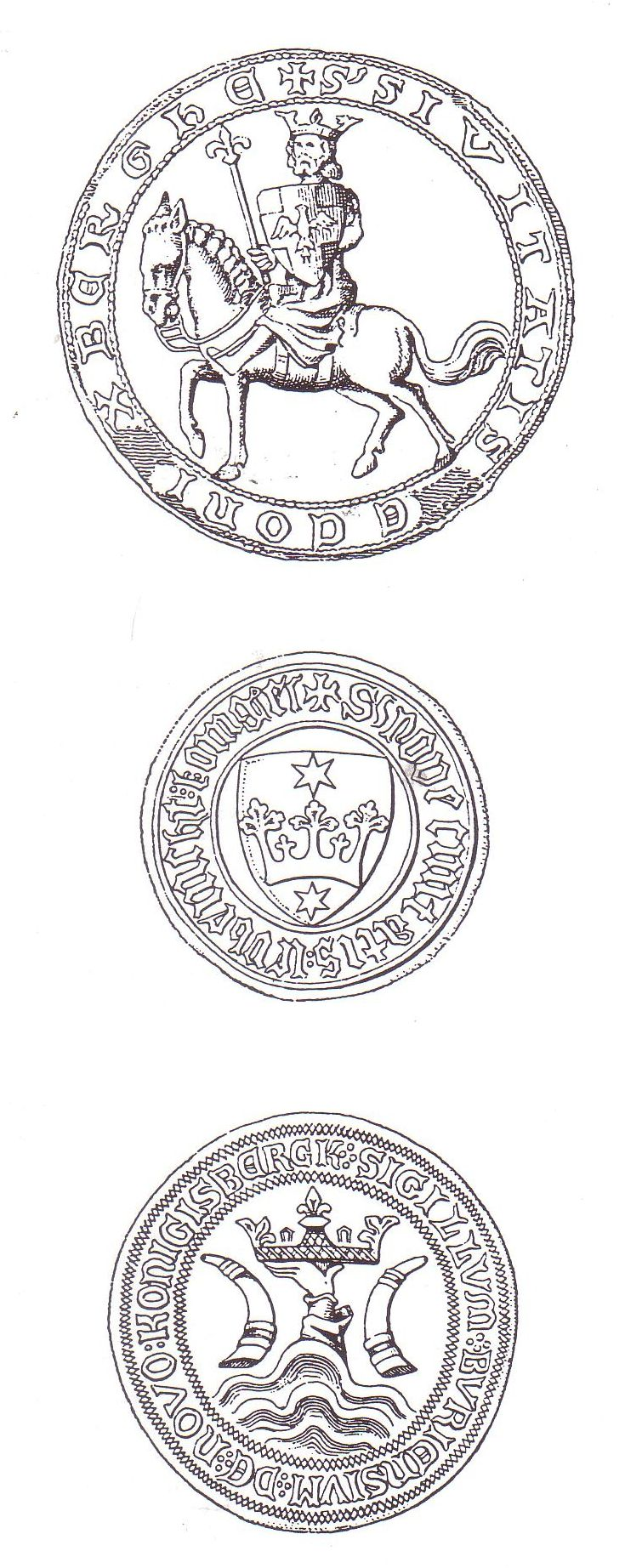
Pieczęcie Starego Miasta, Lipnika i Knipawy. Dzielnice Królewca stanowiły osobne miasta, otoczone fortyfikacjami i zarządzane przez władze samorządowe

Na przełomie marca i kwietnia 1455 r. władze Starego Miasta i Knipawy skłonne były do przeciwstawienia się społecznej radykalizacji buntu pospólstwa oraz do zakończenia starć pomiędzy stronnictwami, a ich zgodnym celem było osiągnięcie korzystnych przywilejów dla Królewca. Przywrócono czasowo komunikację pomiędzy dzielnicami, jednakże nowe wystąpienie rzemieślników Starego Miasta uniemożliwiło porozumienie.
Wiadomość o antyzwiązkowym powstaniu w Królewcu skłoniła wielkiego mistrza von Erlichschausena do szybkiego działania: 7 kwietnia 1455 r. oddziały krzyżackie w sile 2000 ludzi dowodzone przez komtura von Plauena wyruszyły z Malborka w kierunku Prus Górnych, plądrując Nowe Miasto Braniewo i zmuszając do złożenia hołdu Brandenburg.
Po uzyskaniu wiadomości o rajdzie krzyżackim Stare Miasto zerwało układy ze Związkiem, a stany pruskie przyjęły postawę wyczekującą. Władze zakonne zagwarantowały mieszczanom Królewca, że ich miasto i majątki nie będą podlegać zastawom na poczet wierzytelności krzyżackich najemników oraz że dodatkowe podatki nałożone przez Związek Pruski zostaną zniesione. Na tych warunkach Stare Miasto oraz Lipnik złożyły 16 kwietnia 1455 r. hołd lenny zakonowi krzyżackiemu Władzę Zakonu uznał także biskup sambijski Mikołaj, a komtur von Plauen zajął leżące w Sambii twierdze w Rybakach i Löchstadt na północnym brzegu Zalewu Wiślanego.

## Plany stron

### Sytuacja strony krzyżackiej
Powstanie antyzwiązkowe w Królewcu zbiegło się w czasie z krzyżacką decyzją o przyspieszeniu działań zbrojnych, związaną ze zbliżającym się końcem okresu spłaty najemników. Słabością krzyżackich sukcesów, które nastąpiły po bitwie pod Chojnicami, było nieodzyskanie kontroli nad którymkolwiek z dużych miast państwa pruskiego i tym samym nieodzyskanie samodzielniej zdolności finansowania wojny. Jednocześnie narastał konflikt władz zakonnych z rotmistrzami – dowódcami oddziałów najemnych. Gromadzeni w okolicach Malborka najemnicy powodowali znaczne kłopoty aprowizacyjne krzyżackiej stolicy, jednak ich dowódcy nie byli skłonni oddalać się od twierdzy, na której mieli prawo zastawu. W konsekwencji siły von Plauena pod Królewcem wystarczały dla wsparcia prokrzyżackich sił w Starym Mieście i Lipniku, lecz nie pozwalały na szybkie opanowanie Knipawy.
Gdy 23 kwietnia 1455 r. wielki mistrz von Erlichshausen po raz kolejny nie dotrzymał terminu zapłaty żołdu, 2 maja bunt znajdujących się w krzyżackich twierdzach najemników pod dowództwem Czecha Oldrzycha Czerwonki spowodował przejęcie przez wojska najemne twierdz w Malborku, Tczewie i Iławie. Wielki mistrz von Erlichshausen pozbawiony kontroli nad stolicą i dochodów z ziem zamku nie mógł wesprzeć krzyżackich sił oblegających Knipawę. Jednocześnie dowodzący oblężeniem wielki szpitalnik von Plauen zmuszony został zgromadzone podatki dolnopruskie przeznaczać na wynagrodzenie swoich żołnierzy, przez co pogłębiał kryzysową sytuacją wielkiego mistrza.

### Sytuacja strony związkowej

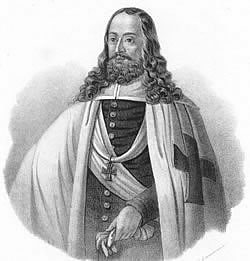
Wielki szpitalnik zakonu krzyżackiego Heinrich Reuss von Plauen dowodził wojskami krzyżackimi, które zdobyły Królewiec. Po wojnie trzynastoletniej został wybrany wielkim mistrzem Zakonu.

Sytuacja w Królewcu wymagała energicznych działań strony polskiej, jednakże w zmiennych warunkach najemne załogi twierdz przedstawiły wygórowane żądania i zaczęły rekwizycje wśród mieszczan i chłopów, skutkujące niepokojem i zbiegostwem. Nieopłaceni najemnicy z Nowego i Starogardu odmówili walki i zawarli 7 kwietnia 1455 r. rozejm z Krzyżakami, załogi twierdz ziemi chełmińskiej zlekceważyły rozkazy gubernatora Bażyńskiego.
Kierownictwo Związku Pruskiego zdawało sobie sprawę z olbrzymiego znaczenia Knipawy dla dalszego przebiegu wojny i apelowało do króla Kazimierza IV o organizację odsieczy, ale dowódcy polscy i związkowi nie byli konsekwentni i nie mieli wystarczających zdolności, a pospolite ruszenie okazało się niezdyscyplinowane i w połowie XV w. przestarzałe. Przyrzeczone przez kler subwencje pieniężne na najęcie wojsk zawodowych nie mogły szybko zmienić sytuacji. Po śmierci głównego przeciwnika wojny, Zbigniewa Oleśnickiego 1 kwietnia 1455, Królestwo Polskie było zdecydowane kontynuować działania celem całkowitej aneksji Prus, ale uchwalenie i ściągnięcie podatków wymagało czasu. Zawarto jedynie porozumienia z najemnikami co do ratalnej spłaty żołdu.

## Siły stron
Powstanie antykrzyżackie w 1454 r. pozbawiło wielkiego mistrza możliwości zmobilizowania uzbrojonych kontyngentów zamkowych oraz pospolitego ruszenia poddanych i zmusiło do oparcia działań na pochodzących z Niemiec i Czech pieszych i konnych oddziałach najemnych. Wojna trzynastoletnia rozpoczęła się w okresie po przemianach militarnych schyłkowego średniowiecza i upadku znaczenia konnego rycerstwa, dla którego równorzędną konkurencją stała się piechota wykorzystująca broń strzelecką i wozy bojowe. Prekursorami tej taktyki byli emigrujący z Czech po przegranych wojnach religijnych taboryci. Szyk bojowy taborytów umożliwiał współpracę kawalerii z piechotą i efektywne użycie artylerii polowej, umieszczonej na wozach.
Siły Związku Pruskiego oparte były na przeznaczonych do obrony wielkich miast kontyngentach miejskich, liczących od 750 żołnierzy, oraz na pospolitym ruszeniu wolnych i sołtysów, zgrupowanych w chorągwie ziemskie.
W walkach o twierdze i otoczone murami miasta wykorzystywano prymitywną artylerię ogniową, złożoną z ładowanych od przodu bombard na kule kamienne. W obronie stosowano także lżejsze armatki – taraśnice, strzelające kulami ołowianymi oraz ręcznej broni palnej – hakownic, oprawionych w drewno i zaczepianych do muru łagodzącym odrzut hakiem. Bombardy umożliwiały burzenie murów z niewielkiego dystansu. Trudności z transportem i zawodność zarówno dział, jak i produkowanego z węgla drzewnego, siarki i saletry prochu powodowała, że piechota uzbrojona była głównie w kusze, a strzelcy konni – w łuki.

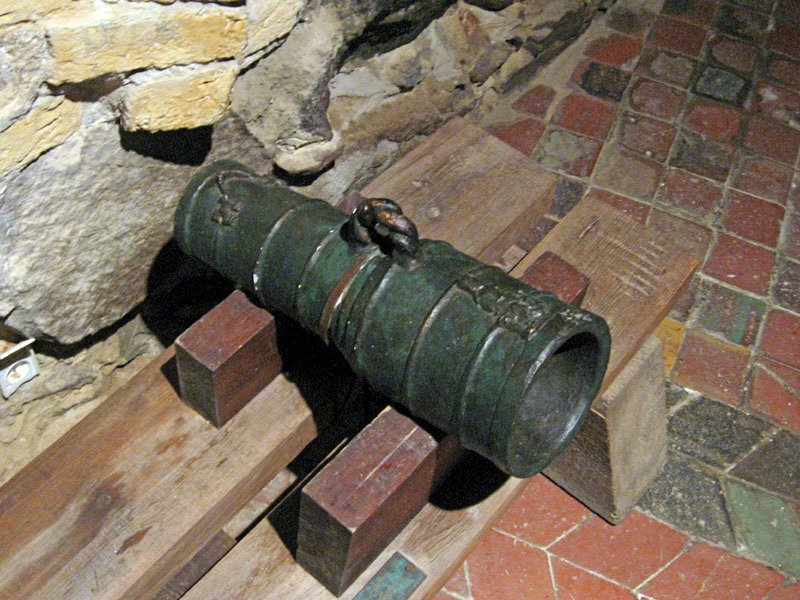
Krzyżacka bombarda z Kurzętnika, XV w. Wojna trzynastoletnia przypadła na okres rozwoju broni artyleryjskiej

W działaniach zbrojnych w rejonie Królewca dużą rolę odegrało panowanie nad rzecznymi i przybrzeżnymi szlakami komunikacji. Okręty wojenne nie posiadały specjalnej konstrukcji. Do działań wodnych mobilizowano floty składające się z doraźnie uzbrojonych i obsadzonych zbrojną załogą statków handlowych, zarówno pełnomorskich, jak i rzecznych. W tym celu rekwirowano je prywatnym właścicielom albo wystawiano im listy kaperskie, oficjalnie uprawniające kapitana do atakowania żeglugi przeciwnika na własny rachunek.
W pierwszej połowie XV w. powszechne stawało się uzbrajanie okrętów w artylerię ogniową – działa żelazne zmontowane ze zgrzanych listew oraz krótkie działa na kamienne kule. Załogi używały prymitywnej broni palnej na równi z kuszami i łukami, ale podstawowym sposobem walki pozostawał abordaż.
Potencjał floty gdańskiej pozwalał na zmobilizowanie ponad 50 pełnomorskich okrętów wojennych obsadzonych załogami liczącymi około 1500 ludzi oraz prawie 100 jednostek śródlądowych (rzecznych i przybrzeżnych), a elbląskiej na około 25 okrętów morskich i 700 ludzi oraz 40 jednostek śródlądowych. Królewiec dysponował znacznie mniejszym potencjałem, pozwalającym na mobilizację najwyżej sześciu okrętów pełnomorskich i 30-40 jednostek rzecznych, obsadzonych przez około 500 żołnierzy.

## Przebieg bitwy

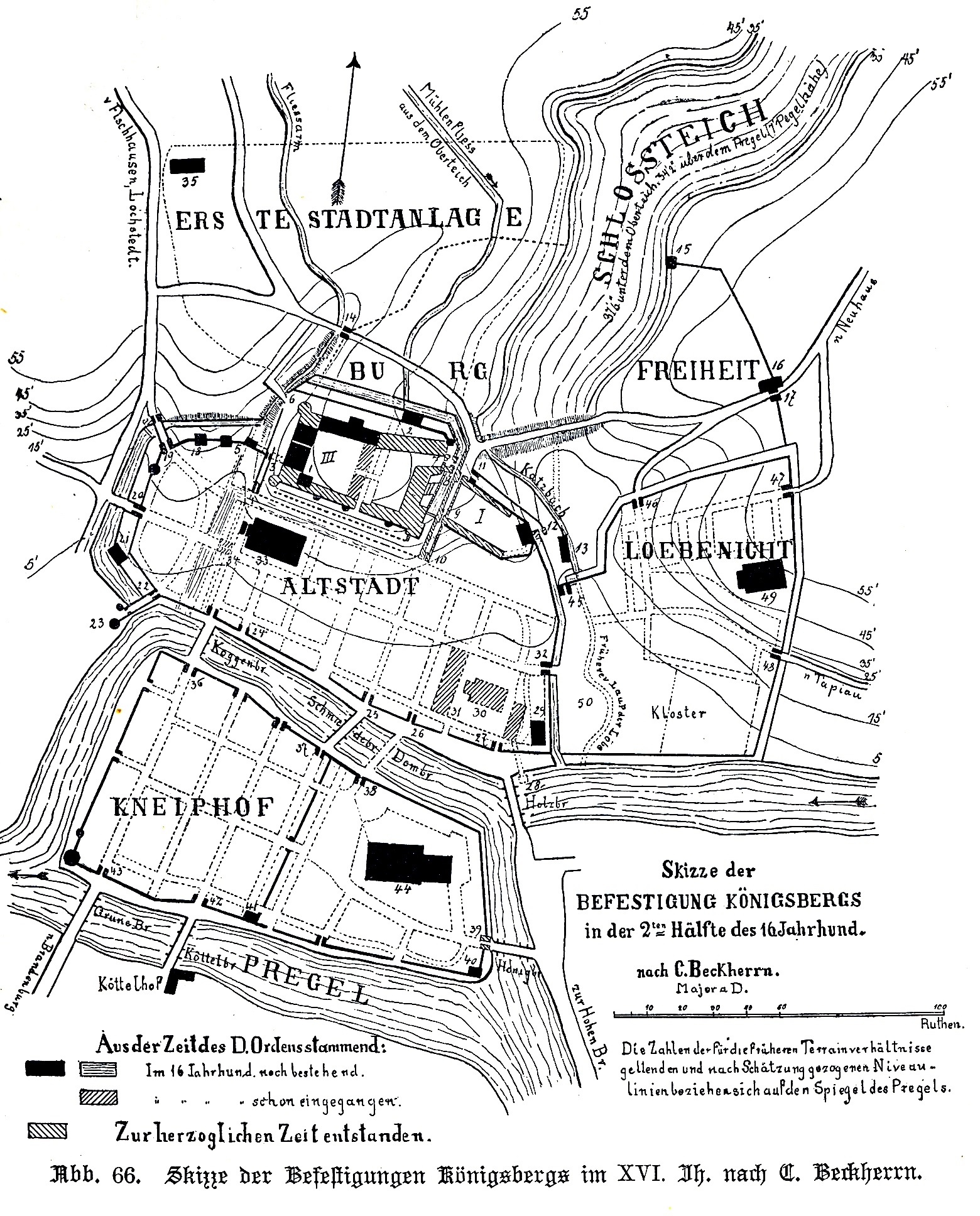
Szesnastowieczny plan trzech dzielnic Królewca. Miasto było dużym portem i skrzyżowaniem szlaków handlowych u przeprawy przez Pregołę.

### Oblężenie Knipawy
Knipawa nie była przygotowania do obrony, jednak jej załoga mogła liczyć na korzystne położenie w miejscu naturalnie obronnym na wyspie po prawej stronie głównego nurtu rzeki Pregoły. Jednocześnie prawa odnoga Pregoły oddzielała dzielnicę od Starego Miasta, a obronę ułatwiało częściowe zburzenie zamku królewieckiego w 1454 r., który nie dawał osłony oblegającym. Załogę Knipawy wzmacniała grupa wiernych Związkowi rycerzy dolnopruskich, lecz dzielnicy brakowało żywności i materiałów wojennych.
13 kwietnia 1455 r. jeszcze przed zamknięciem oblężenia wypad knipawian na lewy brzeg Pregoły zaskoczył wojska von Plauena, zmuszając je do odwrotu i plądrując przedmieścia Starego Miasta.
16 kwietnia 1455 r. do Knipawy dotarły liczące 100 najemników posiłki z Gdańska.
19 kwietnia 1455 r.  Knipawa została całkowicie oblężona przez Krzyżaków, którzy 20 kwietnia 1455 r. odparli kontratak knipawian, zadając im ciężkie straty. Odtąd jedyną drogą, którą oblężona dzielnica mogła otrzymać pomoc, była droga wodna Pregołą od zachodu. Tamtędy 22 kwietnia 1455 r., po przerwaniu założonego przez Krzyżaków łańcucha blokującego nurt rzeki do Knipawy dotarł gdański konwój wiozący 400 żołnierzy.
26 kwietnia 1455 r. wojska von Plauena wygrały kolejną potyczkę z załogą podczas działań zmierzających do zablokowania dzielnicy od zachodu, zdobywając chorągiew oddziałów miejskich. Tego dnia Krzyżacy rozpoczęli też nękający ostrzał dzielnicy prowadzony także z uzbrojonych łodzi wprowadzonych na Pregołę.
W maju 1455 r. Krzyżacy zbudowali nad Pregołą fortyfikacje blokujące wypady oblężonej załogi i możliwość odsieczy z Gdańska. Knipawa zerwała ostatni most na Pregole łączący ją ze Starym Miastem, lecz Krzyżacy zbudowali dwa masywne mosty przez rzekę poniżej dzielnicy oraz zapalowali dno rzeki, umieszczając pomiędzy przegrodami uzbrojone łodzie. Na skutek tych działań Knipawa została całkowicie odcięta, lecz siły von Plauena nie były wystarczająco silne by przeprowadzić szturm.

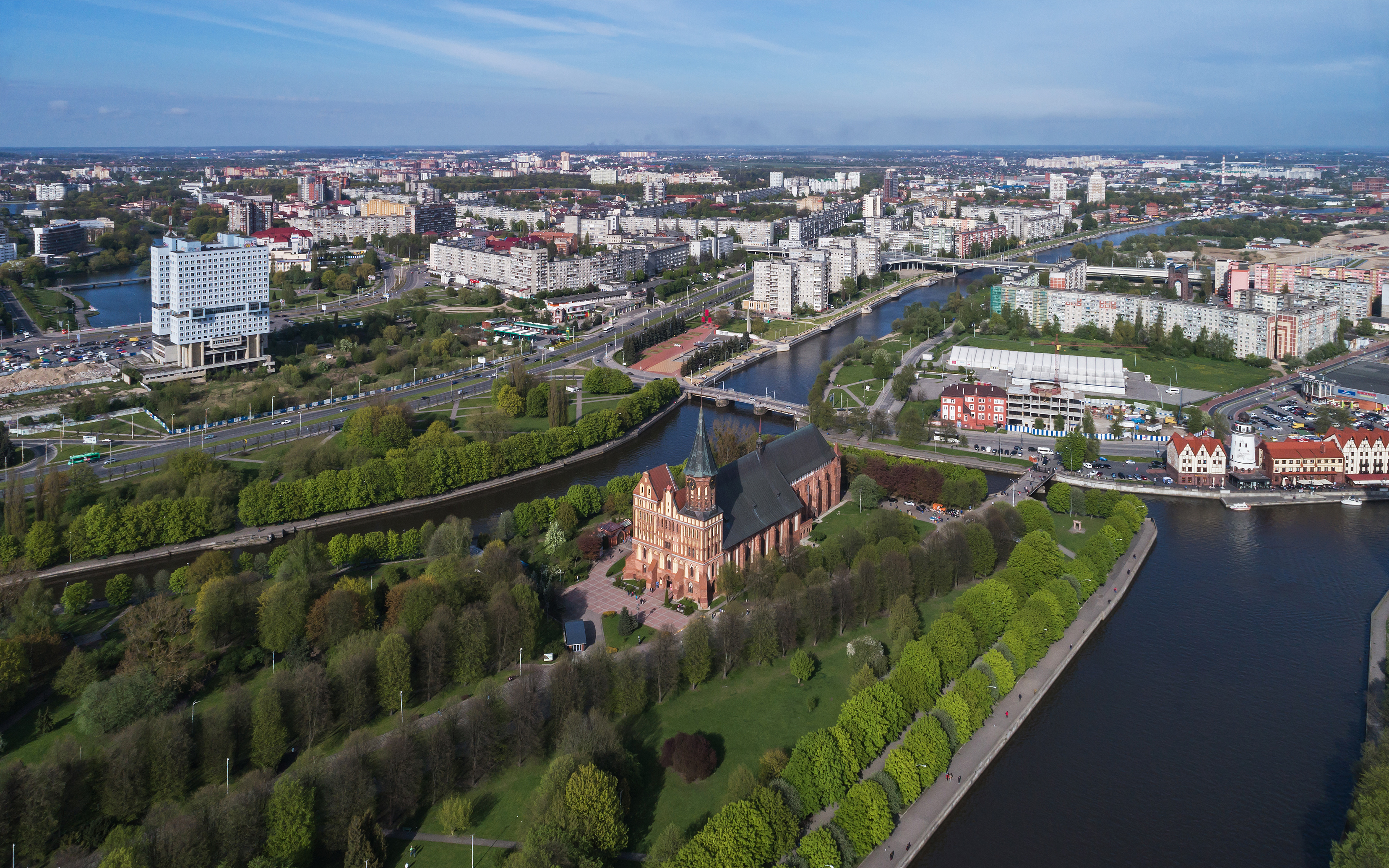
Współczesny widok Knipawy (po prawej). Obronne położenie dzielnicy na wyspie, otoczonej wodami Pregoły i jej prawej odnogi, umożliwiło załodze długotrwały opór.

### Próby odsieczy Knipawy
Pomimo wezwań władz Knipawy Piotr z Szamotuł zajęty osłoną Pomorza nie mógł zorganizować skutecznej odsieczy. Apele Gabriela von Baysen do rycerstwa dolnopruskiego i najemników o zgrupowanie w Ornecie i Elblągu zostały zlekceważone – najemnicy stanowiący załogi związkowych twierdz nie otrzymali w terminie żołdu przystąpili przede wszystkim do egzekucji swoich należności na majątkach w okolicach Gdańska. Ograniczone akcje związkowych załóg z doliny Łyny nie przyniosły poprawy sytuacji.
Knipawa pozostała jedynym broniącym się ośrodkiem związkowym nad dolną Pregołą, gdyż z powodu braku wzmocnienia miast i twierdz Dolnych Prus najemnikami królewskimi, w okresie od 17 kwietnia do 26 kwietnia 1455 r. cały region przeszedł żywiołowo ponownie pod władzę Zakonu. Pod koniec kwietnia 1455 r. załoga obsadzonej przez Krzyżaków twierdzy w Tapiawie zatrzymała gdańskie statki zmierzające do Knipawy z Kowna. W maju 1455 wysłana została do Knipawy flota z Gdańska, ale wyprawa została odwołana, gdy rozchorował się jeden z jej przywódców – najemnik Jan Czajka, przysłany z Polski przez Kazimierza Jagiellończyka.
W maju 1455 r. Związkowi Pruskiemu udało się zgromadzić pospolite ruszenie z Prus Dolnych, liczące ok. 2000 ludzi, na czele którego stanął Ramsza Krzykowski, związkowy dowódca Bartoszyc. Na czele tych sił bezskutecznie usiłował zająć twierdzę w Pruskiej Iławie. Do szturmu zamku nie doszło i wojsko zorganizowało 24 maja 1455 r. obronny obóz. nad ranem w gęstej mgle wagenburg zaatakował wysłany spod Królewca oddział krzyżacki liczący 550 kawalerzystów. Obóz został zdobyty po zaciętej obronie, zginęło ponad 800 związkowców, 300 dostało się do niewoli, a  Ramsza Krzykowski uciekł z około 250 kawalerzystami. Najpoważniejsza lądowa próba odsieczy dla Knipawy została odparta.
Kolejna próba – podjęta przez Andrzeja Tęczyńskiego niewielka wyprawa na czele najemników królewskich – dotarła jedynie na Warmię.

### Morska blokada Królewca

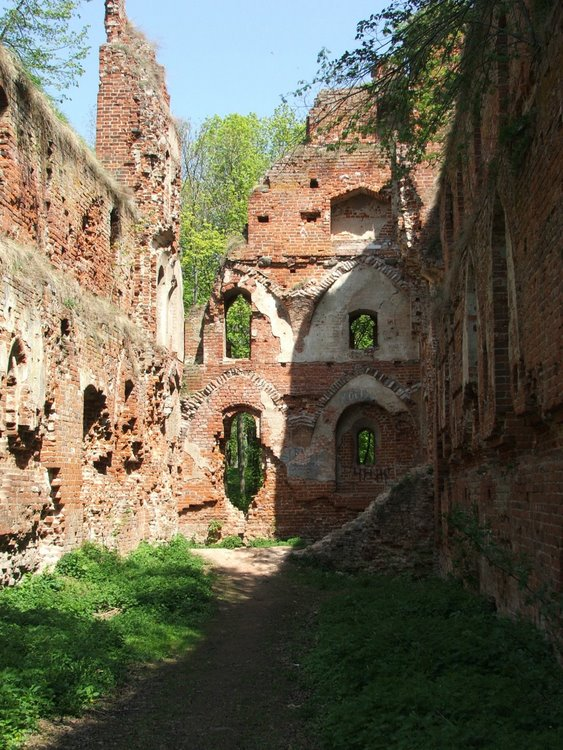
Ruiny zamku krzyżackiego w Bałdze. Istniejąca w średniowieczu Cieśnina Bałgijska, umożliwiająca żeglugę pomiędzy Bałtykiem a Zalewem Wiślanym, miała kluczowe znaczenie dla działań morskich podczas wojny trzynastoletniej

Równolegle do prób dostarczenia pomocy oblężonej dzielnicy drogą morską do ujścia Pregoły Gdańsk zmobilizował flotę uzbrojonych okrętów celem odcięcia wojsk von Plauena od dostaw i przeprowadzenia dywersji na tyłach krzyżackich. Blokadą dowodzili Hening German i Berbt Pawes. W kwietniu 1455 r. okręty gdańskie zablokowały utrzymywany przez Krzyżakow Tczew (Dirschau), a 10 kwietnia 1455 r. spaliły Lisewo.
W maju 1455 r. Gdańsk nasilił działania zmierzające do odcięcia dostaw do Królewca z Żuław, jednakże wzniesione przez gdańskich najemników fortyfikacje nad brzegiem Wisły zostały zniszczone przez Krzyżaków, a gdańska blokada nie zdołała zatrzymać posiłków krzyżackich z Inflant pod oblężoną Knipawę.
W czerwcu 1455 r. licząca 13 okrętów flota gdańska dowodzona przez rajcę Jana von Schauwena zablokowała Zalew Wiślany i zdobywając trzy krzyżackie statki sparaliżowała komunikację pomiędzy Królewcem a Sambią. Gdański desant splądrował też rejon Bałgi oraz obsadził Stare Miasto Braniewo, Dobre Miasto i Ornetę.

### Upadek Knipawy

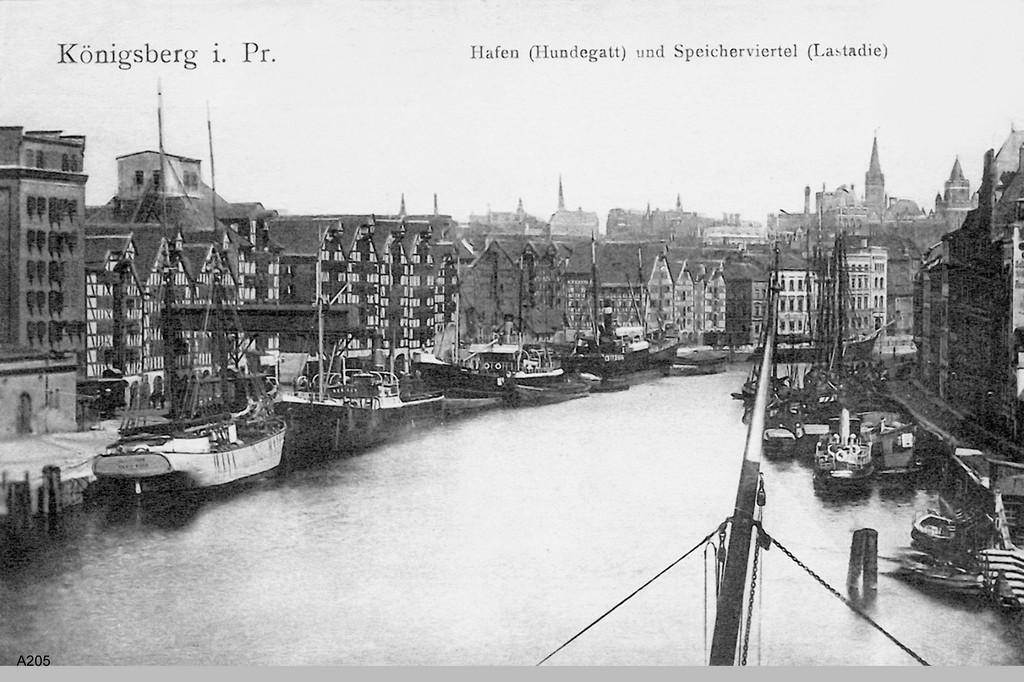
Dolny odcinek Pregoły poniżej Knipawy. Szlak wodny przez Zalew Wiślany i dolna Pregołę był jedyną drogą, przez którą oblężona dzielnica mogła oczekiwać dostarczenia zaopatrzenia.

Skuteczna blokada krzyżacka wywołała głód w oblężonej dzielnicy. Pomiędzy 9 a 13 maja kolejny konwój gdański usiłował sforsować krzyżacką zaporę na Pregole, lecz próby okazały się nieskuteczne, a dodatkowo załogi związkowe po zejściu na ląd w pobliżu Rybaków zostały pobite i wzięte do niewoli przez Krzyżaków.
Kolejna próba sforsowania blokady podjęta przez zespół 4 ciężkich i 10 lekkich łodzi dowodzonych przez Jana Fryburga i Roloffa Feldstetego obsadzonych polskimi najemnikami została odparta przez Krzyżaków 16 maja 1455 r. W połowie maja 1455 r. siły oblegające Knipawę zostały poważnie wzmocnione oddziałem 600 najemników opłaconych przez Inflanty, którzy dotarli do ujścia Pregoły drogą morską wzdłuż wybrzeża.
16 czerwca 1455 r. niezwiązany układami zastawnymi zniemczony książę śląski Balthasar von Sagan (Baltazar Żagański) opuścił Malbork na czele sił liczących 932 kawalerzystów oraz 571 drabantów wraz z artylerią, złożonych ze śląskich najemników i niezaangażowanych w układy załóg okolicznych twierdz. Oddział ten po przybyciu pod oblężoną Knipawę, ponownie znacznie wzmocnił siły v. Plauena.
Na przełomie czerwca i lipca 1455 r. v. Plauen zarządził przygotowania do ostatecznego szturmu Knipawy i sam objął dowództwo nad oddziałem przeznaczonym do szturmu przez rzekę. Książę Balthasar dowodził przygotowaniami do ataku od strony Starego Miasta. Pod kierownictwem heanzatyckiego kapra Klausa Klocknera Krzyżacy wyposażyli swoje statki i łodzie w pomosty bojowe oraz ruchome drabiny umożliwiające atak na mury od strony rzeki.
6 lipca 1455 r. wojska zakonu krzyżackiego przeprowadziły generalny szturm oblężonej dzielnicy, atakując jednocześnie od południa na łodziach przez Pregołę oraz próbując sforsować mury miejskie od północy. Szturm po kilku godzinach został odparty przez ostrzeliwujących się zza murów obrońców, było to jednak ostatnie zwycięstwo oblężonej załogi. Wobec podjęcia przez Krzyżaków kolejnego szturmu 7 lipca 1455 r. Knipawa poprosiła za pośrednictwem księcia Balthasara o zawieszenie broni.
Negocjacje w sprawie warunków kapitulacji dzielnic trwały 8 dni. 14 lipca 1455 r. Knipawa skapitulowała na honorowych, dogodnych warunkach.
Na mocy zawartego układu mieszkańców Knipawy objęła pełna amnestia zarówno za udział w buncie antykrzyżackim w 1454 r., jak i za udział w walkach w 1455 r. Przeciwnicy władzy Zakonu, a także oddziały związkowe i kupcy gdańscy mogli w ciągu dwóch miesięcy opuścić miasto wraz z dobytkiem. Uchodźcy ze Starego Miasta Królewca uzyskali prawo odzyskania swoich majątków nieruchomych. Jednocześnie dzielnica zachowała dotychczasowe przywileje, samorządny wybór rady miasta, prawo odbudowy zniszczonych podczas walk murów miejskich i zwolnienie z części podatków. W zamian zmuszona została do całkowitego odstąpienia od Związku Pruskiego i uznania w pełni władzy krzyżackiej oraz do złożenia  hołdu lennego. Uroczysty hołd Knipawa złożyła na ręce komtura Henricha Reuss von Plauena i księcia Balthasara von Sagan 15 lipca 1455 r.

## Bilans

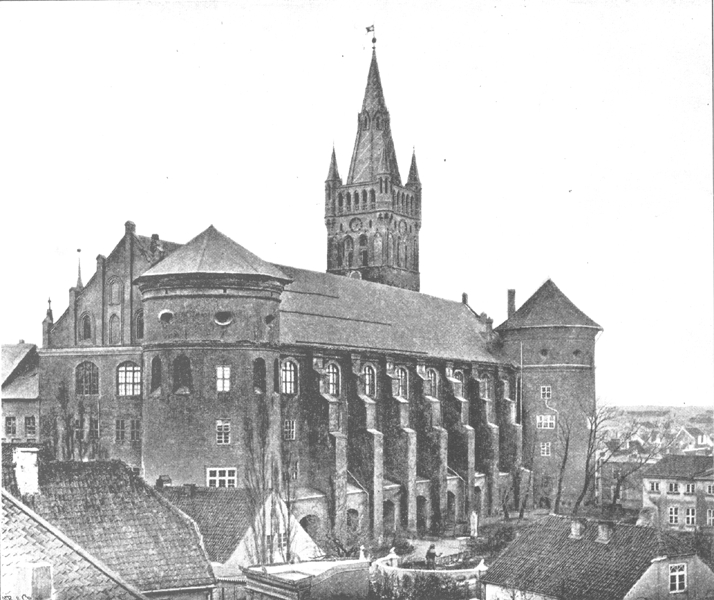
Zamek krzyżacki w Królewcu. Upadek Knipawy umożliwił Krzyżakom utworzenie bastionu oporu w Królewcu, który od 1457 r. stał się stolicą państwa zakonu krzyżackiego

Knipawa podczas długotrwałej obrony straciła 300 zabitych. 18 lipca 1455 r. władze dzielnicy wystosowały list usprawiedliwiający do Gdańska i władz Związku Pruskiego, tłumacząc kapitulację niemożnością kontynuacji obrony wobec strat i wyczerpania zapasów. Przejście na stronę Zakonu knipawianie wyjaśnili niedostarczeniem skutecznej pomocy przez króla Kazimierza IV i Związek Pruski.
Po odparciu ataku floty gdańskiej na Sambię w październiku 1456 r. zwycięski Zakon zastosował represje wobec rady miejskiej Knipawy, podejrzewając ją o nielojalność i utrzymywanie tajnych kontaktów ze Związkiem Pruskim oraz udział w przygotowaniu gdańskiej operacji desantowej.

### Skutki bitwy dla przebiegu wojny trzynastoletniej
Bitwa o Knipawę trwała 14 tygodni i zakończyła się największym sukcesem zakonu krzyżackiego w trakcie wojny trzynastoletniej – trwałym opanowaniem dużego ośrodka miejskiego kontrolującego szlaki handlowe Prus Dolnych i Sambii. Zakon odzyskał także dostęp do Bałtyku. Istotnym sukcesem Krzyżaków było także uzyskanie punktu oparcia dla dalszych działań wojennych w niezniszczonej wojną Sambii i uzyskanie kontroli nad miastem nieobjętym układami zastawnymi z najemnikami. O dużym znaczeniu moralnym i prestiżowym zdobycia Knipawy świadczy także podjęta pod wpływem wyniku oblężenia zgoda kapituły warmińskiej na opanowanie przez Krzyżaków Warmii wraz z Olsztynem. Wielki mistrz odzyskał także panowanie nad miastami wschodnich Mazur.
Upadek Knipawy ostatecznie zakończył krótki okres polskiej władzy w Królewcu, co przekreśliło plany całkowitej aneksji państwa pruskiego przez Królestwo Polskie. Opanowanie przez Krzyżaków Królewca pozbawiło stany dolnopruskie przywództwa ośrodka miejskiego i przechyliło sympatię na stronę Zakonu. Na sytuację prowincji nie mógł wpłynąć Gdańsk, który  zagrożony na Pomorzu aktywnością krzyżackiej załogi Chojnic nie panował także nad nieopłaconą związkową załogą ze Starogardu. Pozbawiony środków pieniężnych król Kazimierz IV nie miał możliwości interwencji.

### Międzypaństwowy kontekst bitwy
Pomimo zaledwie 110-kilometrowej odległości pomiędzy Knipawą a granicą Wielkiego Księstwa Litewskiego załoga oblężonej dzielnicy nie doczekała się odsieczy od strony drugiego z państw jagiellońskich. Litwa nie wykorzystała dogodnej sytuacji słabości obydwu stron konfliktu dla zadania samodzielnie decydującego ciosu zakonowi krzyżackiemu. W konsekwencji swej biernej postawy Wielkie Księstwo zmarnowało szansę na wzmocnienie pozycji nad Bałtykiem i likwidację wschodniej części państwa pruskiego. Kazimierz IV poniósł porażkę polityczną w sporze z radą wielkoksiążęcą i nie zdołał skłonić Litwy do antyzakonnej interwencji i udzielenia pomocy Knipawie. Przewagę na Litwie osiągnęli niechętni zacieśnianiu związków z Polską magnaci pod przywództwem wojewody Jana Gasztołda, którzy przeforsowali wrogą wobec Polski neutralność Wielkiego Księstwa, sabotując dążenia króla.
Odbijając Królewiec, zakon krzyżacki odzyskał także dostęp do morza i wynikającą z tego możliwość sprowadzania posiłków i zaopatrzenia z Inflant, Niemiec i Danii. Jeszcze w trakcie trwania oblężenia Królestwo Dani, Amsterdam i część miast Hanzy we Flensburgu zawarły porozumienie w sprawie utrzymania wolności żeglugi do miast w posiadaniu Zakonu krzyżackiego. W reakcji Gdańsk 24 lipca 1455 r. wobec Hanzy i 29 lipca 1455 r. wobec Amsterdamu wystosował ostrzeżenia przed utrzymywaniem handlu z Królewcem i zmobilizował flotę kaperską, aby zwalczać próby łamania blokady. Zagrożone tymi działaniami Królestwo Danii 5 października 1455 r. wypowiedziało wojnę Polsce i Związkowi Pruskiemu, przyłączając się po stronie Zakonu do wojny trzynastoletniej.